# Distretto di Yarinacocha
Il distretto di Yarinacocha è un distretto del Perù nella provincia di Coronel Portillo (regione di Ucayali) con 85.605 abitanti al censimento 2007.
È stato istituito il 16 ottobre 1964.